# Меркато-Нуово
Лоджия-дель-Меркато-Нуово (итал. La loggia del Mercato Nuovo — Лоджия Нового рынка), также известная как Лоджия-дель-Порчеллино (итал. loggia del Porcellino — Лоджия поросёнка), — историческое здание во Флоренции, столицы Тосканы, расположенное в центре города на одноимённой площади рядом с Пьяцца-делла-Синьория. Название происходит для отличия от Меркато-Веккьо (Старого рынка), ранее находившегося в районе, где ныне располагается площадь Республики, а популярное упоминание связано с наличием знаменитого фонтана «Порчеллино».
Здание фигурирует в списке, составленном в 1901 году Главным управлением древностей и изящных искусств, как памятник, считающийся национальным художественным наследием.

## История
Лоджия была возведена по завещанию великого герцога Козимо I Медичи по проекту архитектора и скульптора Джованни Баттисты дель Тассо между 1546 и 1551 годами с целью создания крытой площадки, предназначенной для торговли шёлком и драгоценными предметами. Впоследствии Бернардо Буонталенти вмешался в проект, заменив угловые колонны четырьмя мощными пилонами, «приспособив восемь ниш для размещения мраморных статуй, намекающих на Торговлю, и главной из них была статуя Меркурия с кадуцеем».
Украшением этого места когда-то были часы с путто работы Андреа дель Верроккьо, отбивающие время, и фонтан «Порчеллино» работы Пьетро Такка, первоначально расположенный на стороне улицы Виа Калимала. Рядом с домиком проходили различные традиции и народные фестивали.
Лоджия была восстановлена в 1838 году по проекту архитектора Паоло Верачи и впоследствии стала местом размещения в нишах восьми статуй, изображающих прославленных флорентийцев.
В 1950-х годах были проведены работы над большими помещениями под крышей, чтобы обеспечить лучшее размещение исторического архива муниципалитета, который к тому времени заменил нотариальный архив. В 1964—1965 годах было полностью переделано напольное покрытие. Затем лоджия и статуи были восстановлены в ходе ремонта, продолжавшегося с 1996 по 2003 год, по проекту архитектора Клаудио Честелли и доктора Карло Франчини.

## Архитектура
Двадцать составных колонн и восемь каменных столбов, украшенных нишами, возвышаются над ступенчатым основанием и поддерживают полуциркульные арки и ребристые своды, украшенные в центре своего рода каменным окном-розеткой с символами герба Медичи в виде бриллиантовых колец и девизом: «Всегда» (Semper). Между сводами и крышей есть несколько больших помещений, в которые можно попасть по винтовым лестницам, расположенным в угловых колоннах, которые до времен герцога Козимо I предназначались для архива нотариальных актов.

## Фонтан «Порчеллино»
Перед зданием находится копия фонтана работы скульптора Пьетро Такка (1630, оригинал хранится в музее Бардини), известного как фонтан «Порчеллино». История фонтана такова. Великий герцог Козимо II Медичи в 1612 году заказал скульптору бронзовую копию эллинистической мраморной скульптуры раненого вепря, хранящейся в галере Уффици, которую папа Пий IV в 1560 году подарил герцогу Козимо I во время визита герцога в Рим. Бронзовая копия предназначалась для украшения Палаццо Питти.
Герцог Фердинандо II Медичи решил превратить произведение Фердинандо Такки в фонтан. Вероятно, именно по этому случаю скульптор создал восьмиугольное основание и бронзовую ёмкость в основании для сбора воды, украшенную рельефными изображениями болотных растений, насекомых и мелких животных (теперь также в музее Бардини), что намекает на естественную среду болота, отсутствующую в мраморном оригинале. В эту ёмкость попадал поток воды, выходящий из уст вепря.
Фонтан имел практическую функцию, поскольку снабжал водой торговцев и покупателей. Со временем вода привела к износу металла и необходимости замены основания. В 1928 году, чтобы облегчить движение по оживлённой дороге Виа Пор-Санта-Мария, фонтан был перенесён на его нынешнее место. В 1998 году скульптура была заменена копией.
Флорентийцы насмешливо, но ласково прозвали это произведение «Поросёнок» (итал. Porcellino — поросёнок, но также — копилка в виде поросёнка): по обычаю ради удачи надо было положить вепрю монету в рот и при этом погладить ему нос. Народная традиция утверждает, что прикосновение к носу свиньи приносит удачу. Полная процедура получения хорошего предзнаменования заключается в том, чтобы положить монету в рот поросёнка, одновременно потерев ему нос: если монета упадет мимо решётки, куда стекает вода, это принесёт удачу, в противном случае — нет. Однако наклон головы поросёнка таков, что в прорези легко попадают только самые тяжёлые монеты. В результате нос свиньи сияет благодаря непрерывной ежедневной полировке сотен рук туристов.
Ханс Кристиан Андерсен после поездки во Флоренцию посвятил «Свинке» одну из своих сказок «Бронзовый поросёнок»; об этом также напоминает мемориальная доска на лоджии Меркато-Нуово. Доходы от сбора монет из фонтана полностью передаются в дар католической благотворительной организации «Opera della Divina Provvidenza Madonnina del Grappa».
В мире существует множество копий фонтана: один находится в парке Ангиенского замка в Бельгии, другой — на площади Ришельм в Экс-ан-Провансе, Франция; ещё два расположены в Мюнхене. Копия «Поросенка» также находится в кампусе Университета Ватерлоо в Ватерлоо, Онтарио. Ещё один «Поросёнок» расположен перед больницей в Сиднее: он был подарен в 1968 году флорентийской маркизой Фиаски Торриджани в память об итальянском докторе Пьеро Фиаски, работавшем в Австралии: потирание носа копии скульптуры также приносит удачу, а также символизирует дружбу между Италией и Австралией. Собранные там монеты передаются в больницу. Другие копии находятся в Мюнхене, Нью-Йорке, в Эквадоре.

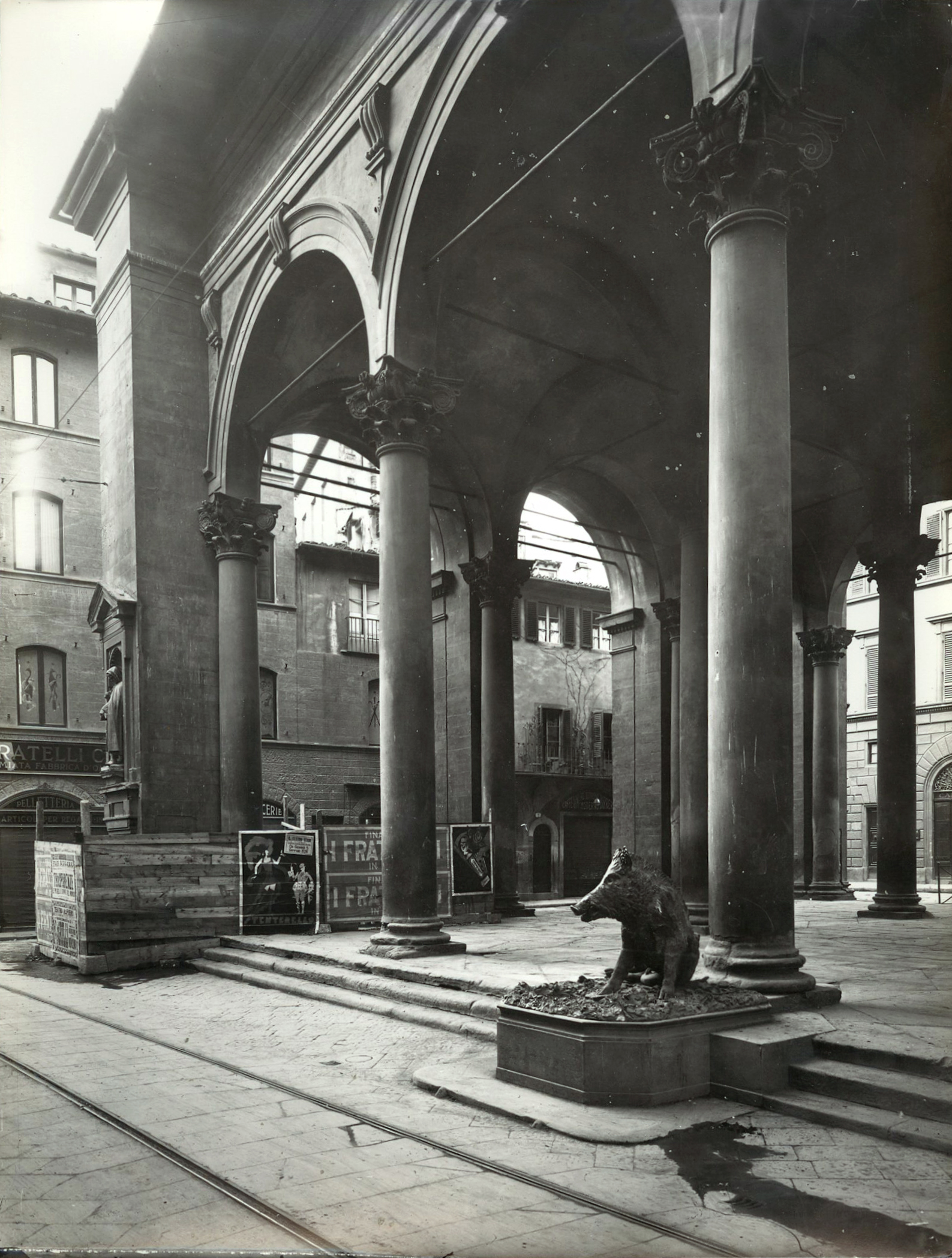
Лоджия Меркато-Нуово и фонтан «Порчеллино». Фотография 1928 г.
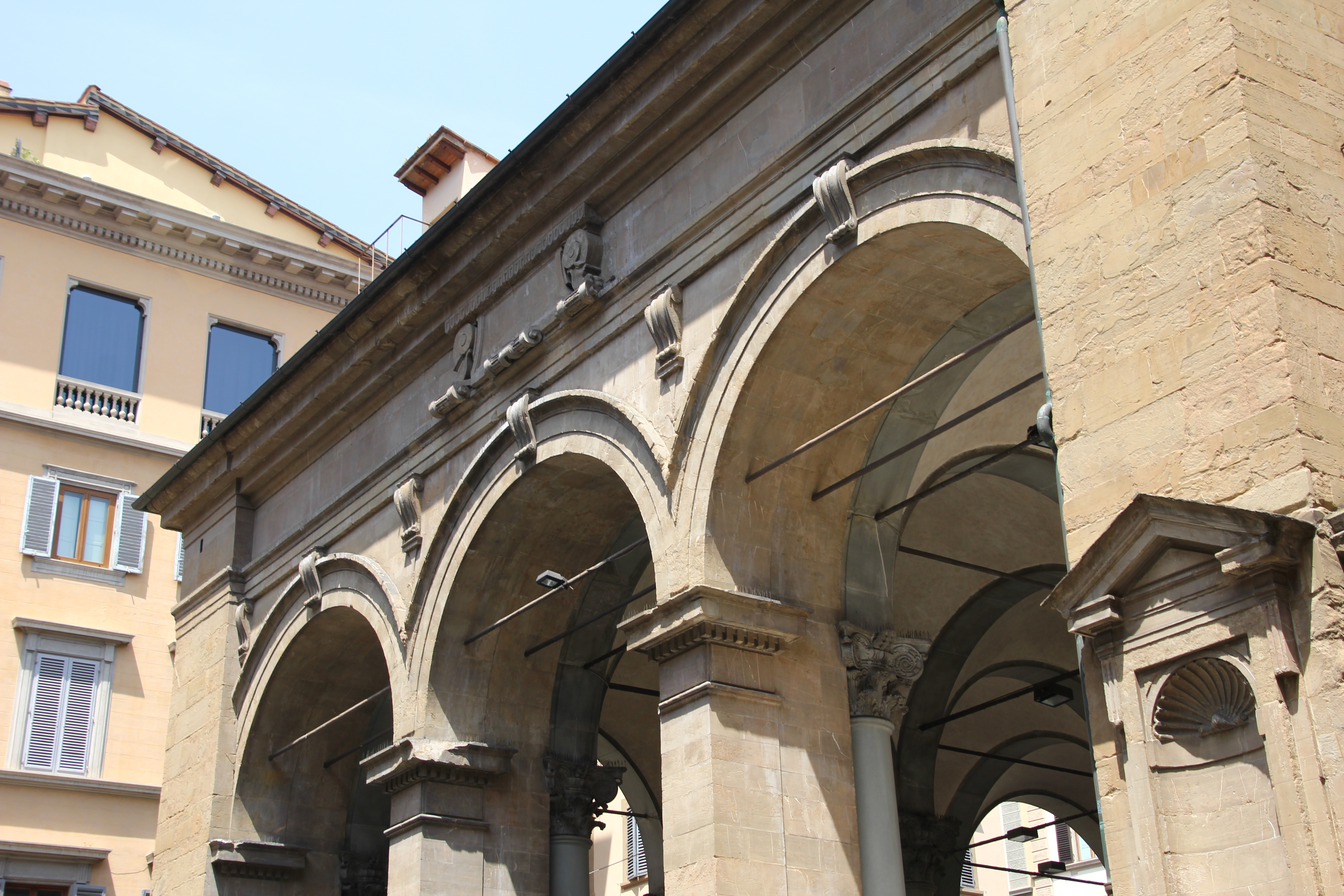
Аркады лоджии
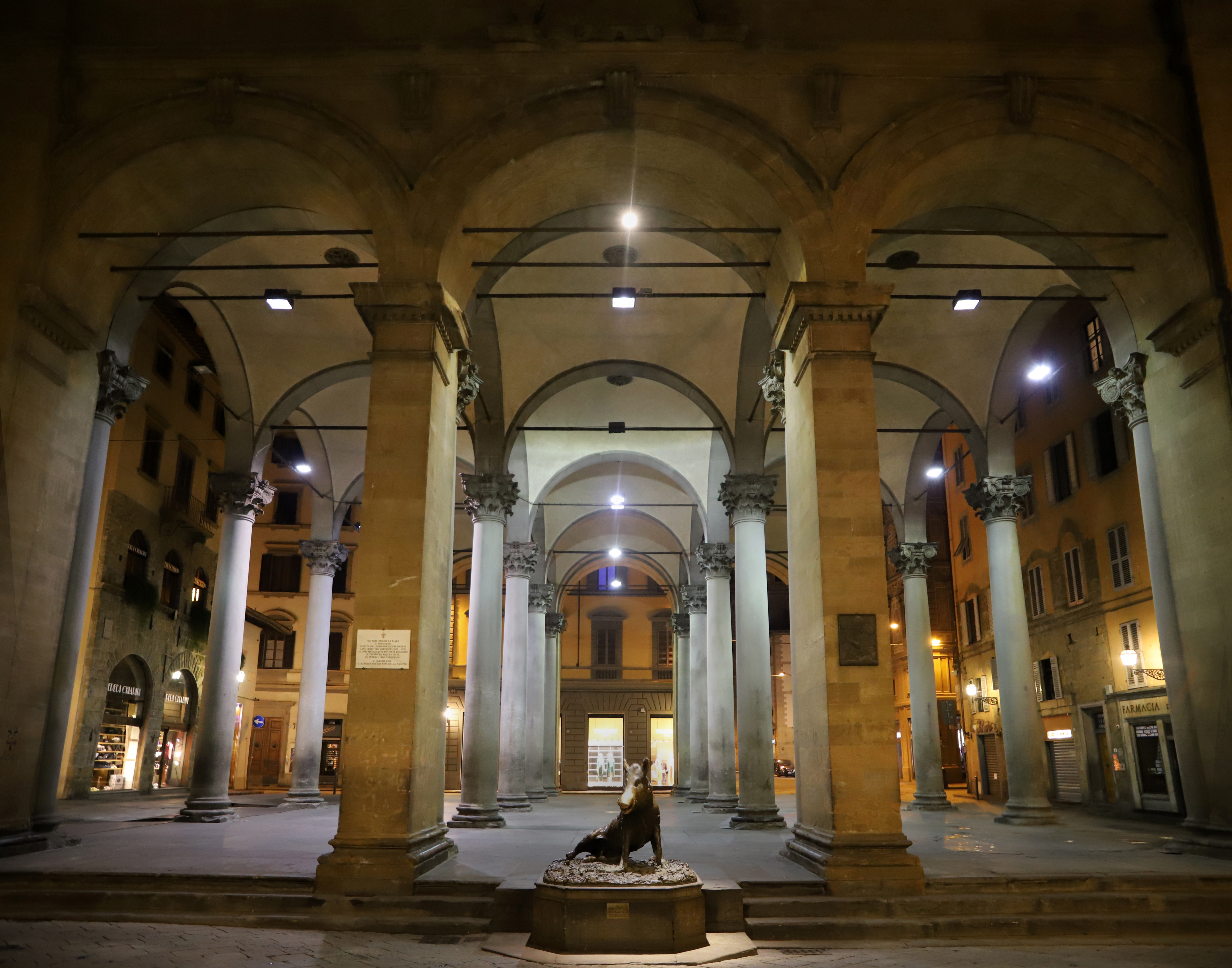
Лоджия ночью
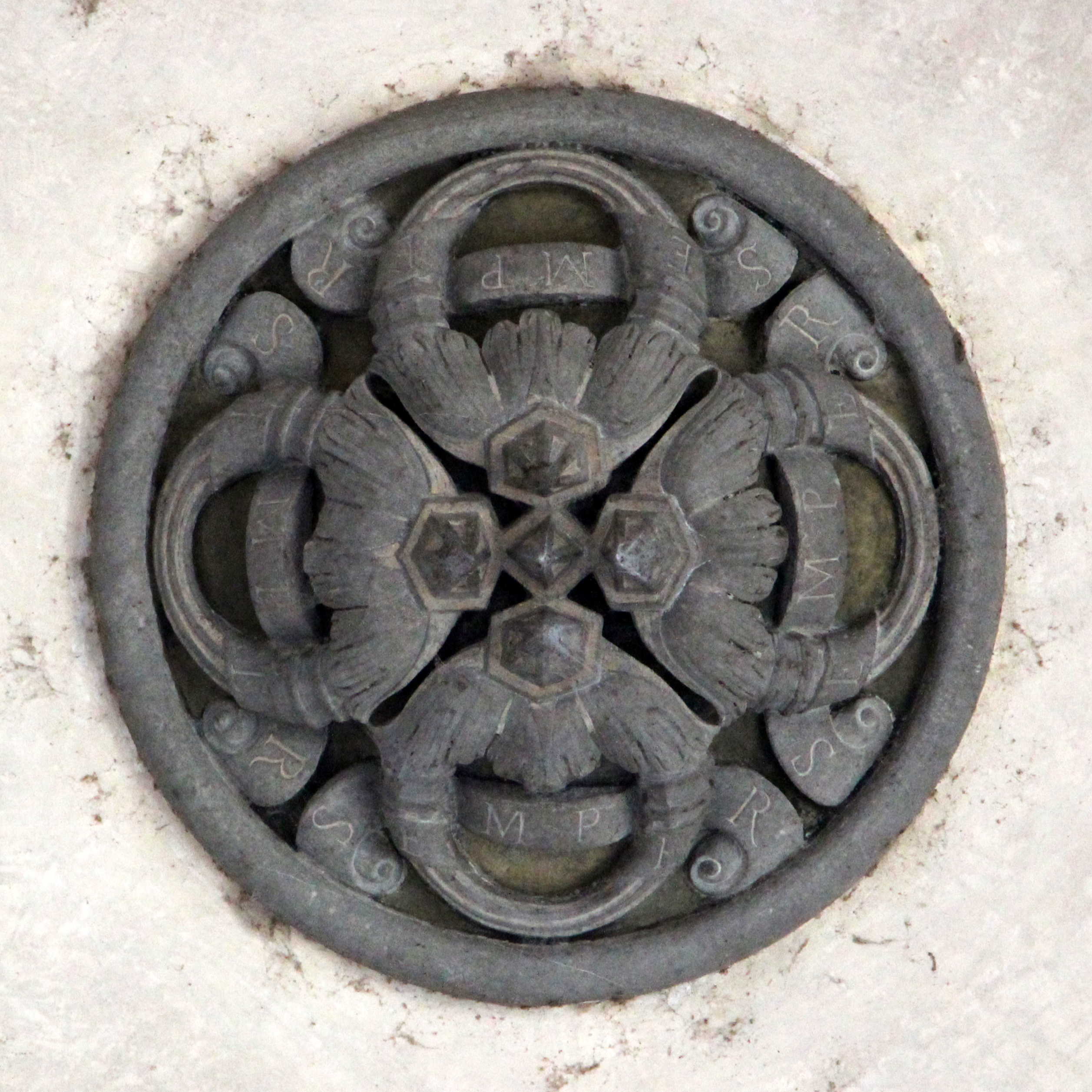
«Замковый камень» с кольцами Медичи и девизом «Semper»
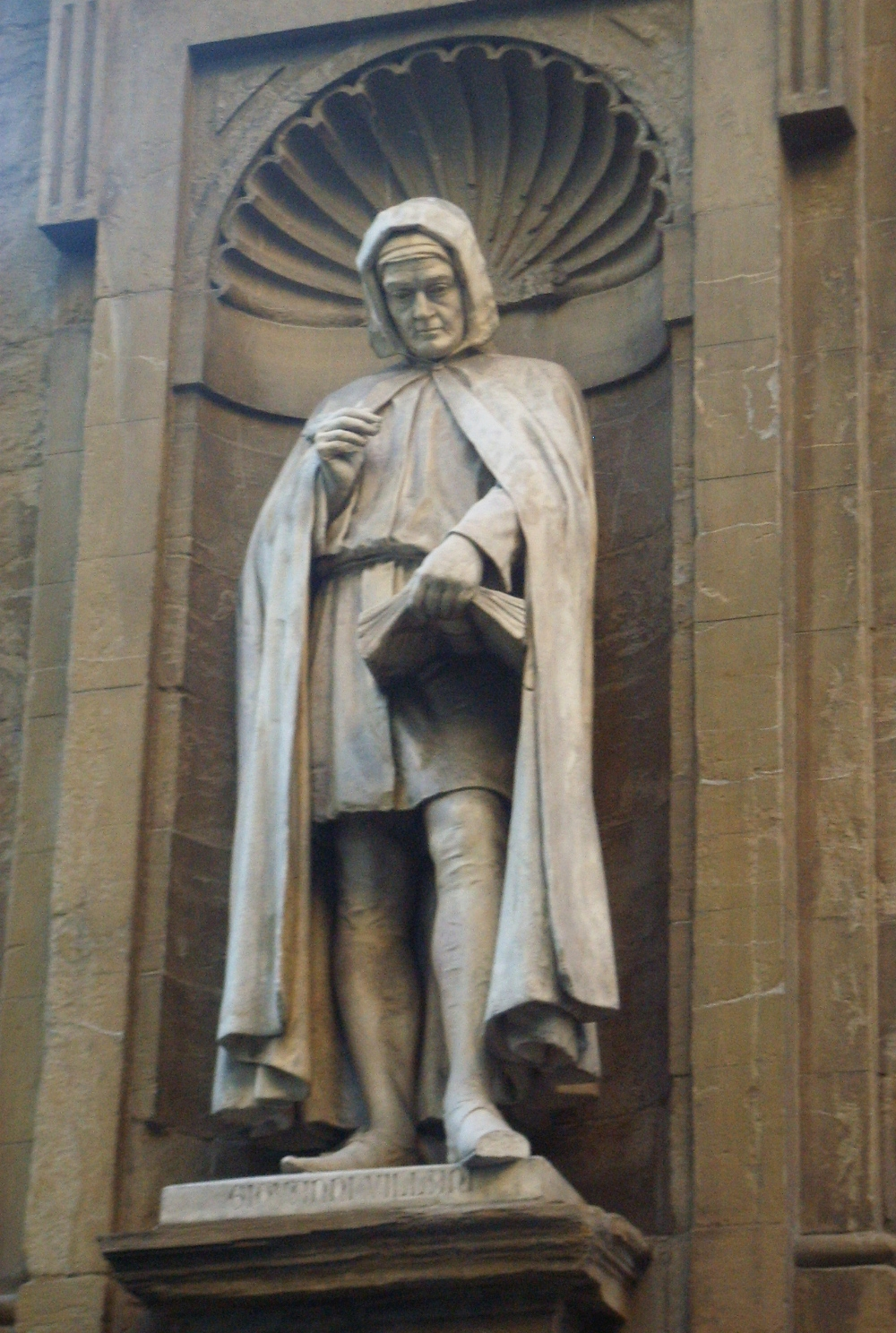
Джованни Виллани. Статуя лоджии
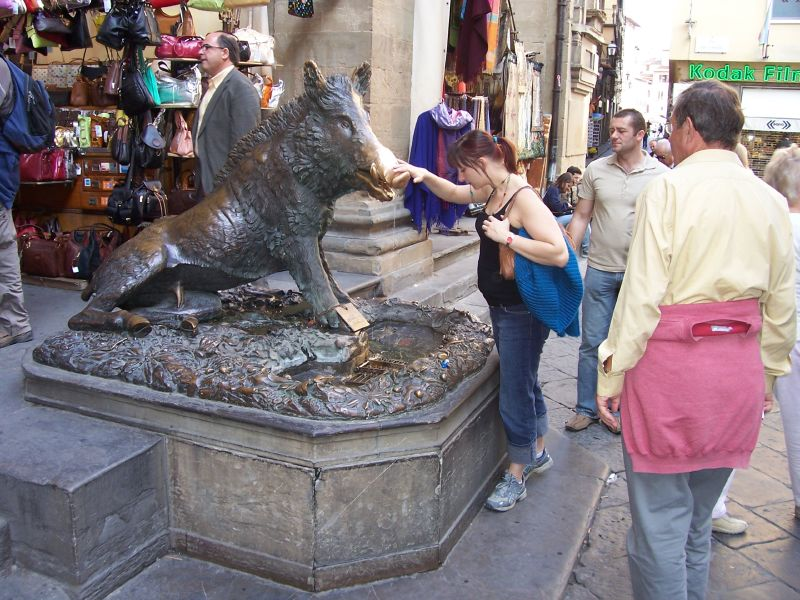
Фонтан «Порчеллино»
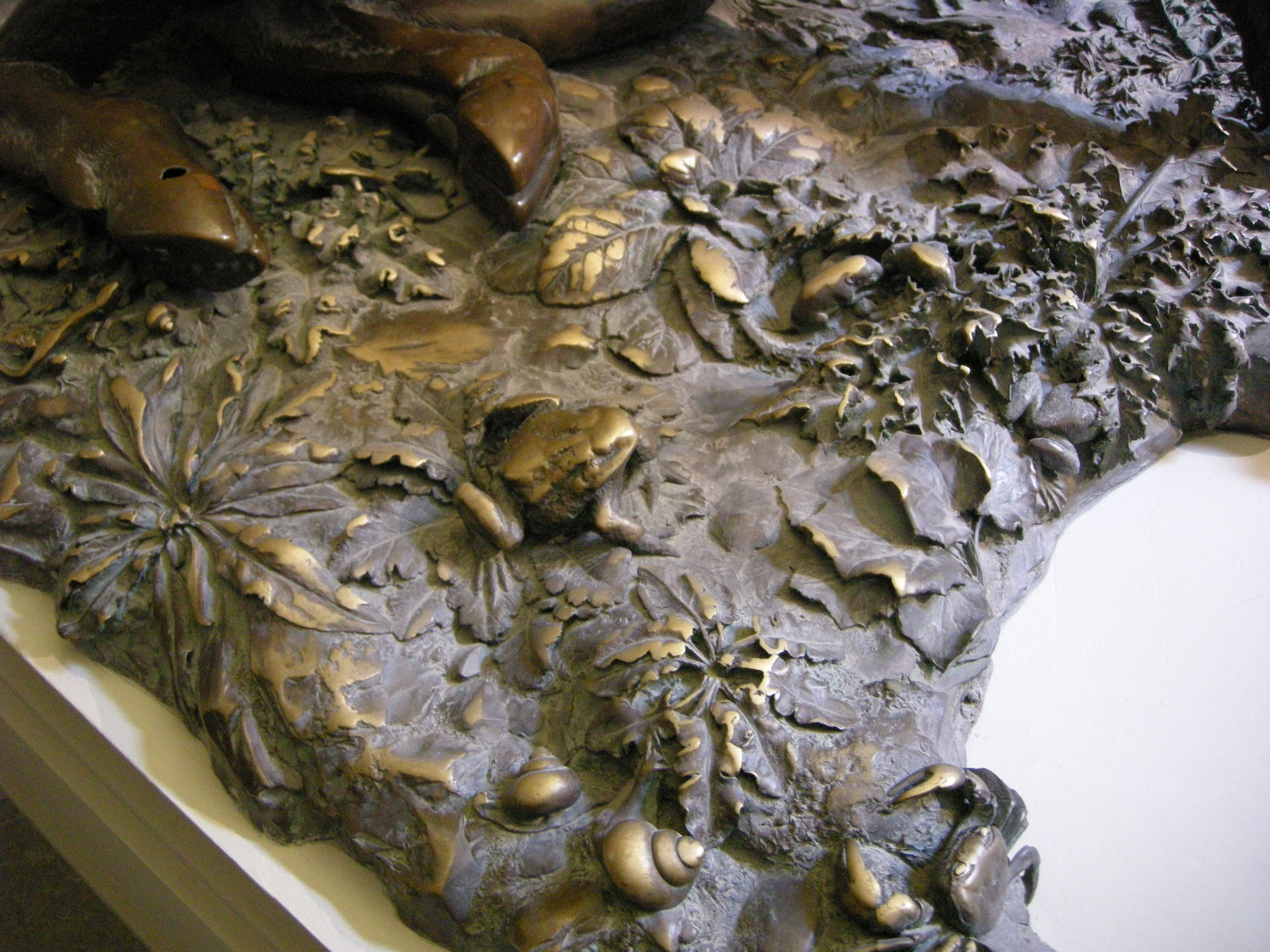
«Бассейн» фонтана